# Red Hat Linux
Red Hat Linux var en af de mest populære åbne Linux-distributioner, indtil den ophørte i 2004. Den blev udgivet af Red Hat, Inc.  I dag udgiver Red Hat, Inc.  Red Hat Enterprise Linux som er målrettet til  betalende brugere.
Det er en af de "midaldrende" Linux-distributioner; version 1.0 blev udgivet i 1994. Den er ikke så gammel som Slackware, men helt sikkert ældre end mange andre distributioner. Red Hat Linux var den første Linux-distribution, der brugte RPM som sit pakkeformat, og med tiden har det fungeret som et udgangspunkt for flere andre distributioner, som for eksempel den desktop-orienterede Mandrake Linux (oprindeligt ikke andet end "Red Hat Linux med KDE"), og Yellow Dog Linux (grundlæggende "Red Hat Linux med understøttelse af PowerPC"), ASPLinux (grundlæggende "Red Hat Linux med bedre understøttelse af andre tegnsæt end det latinske").

## Marked
Red Hat Linux markedsføres primært som et styresystem til servere.  Den er også populær i virksomheder, der driver computerfarme og lignende, da det indbyggede skriptværktøj til installering, "kickstart", gør det muligt, hurtigt at indstille og opsætte standardiseret hardware.  Fra version 8.0 har Red Hat også haft desktop-maskiner i virksomheder, som målgruppe.
Det har altid været muligt at downloade hele Red Hat Linux pakken gratis. Betalte man for Red Hat Linux fik man styresystemet plus alle programmerne på CD og man havde derudover adgang til support.
I slutningen af 2003 ophørte Red Hat med den videre udvikling af Red Hat Linux og satser nu kommercielt kun på deres "Red Hat Enterprise Linux". Denne udgave af Linux kan ikke downloades gratis.
Red Hat sponsorerer nu den videre udvikling af Fedora, der ligesom tidligere udgaver af Red Hat Linux kan downloades gratis og i realiteten er næste version efter version 9.

## Særlige kendetegn
Red Hat Linux installeres ved hjælp af et grafisk installationsprogram kaldet Anaconda, der anses for nemt at anvende for nybegyndere.  Der er også et indbygget værktøj kaldet Lokkit til opsætning af firewall-funktionalitet.
Fra og med Red Hat Linux 8.0 blev UTF-8 slået til som systemets standard til indkapsling af skrifttyper.  Dette gjorde man ved at ændre værdien af "LANG" i /etc/sysconfig/i18n fra for eksempel "da_DK" til "da_DK.UTF8".  Det har ikke den store betydning for engelsk-talende brugere, men når man anvender den øverste halvdel af tegnsættet ISO 8859-1, indkapsles tegn på en radikalt anderledes måde sammenlignet med tidligere.  Det syntes blandt andre fransk- og svensk-talende brugere var en stor omvæltning, fordi deres gamle filsystem så meget anderledes ud og måske ikke længere var brugbart.  Ændringen kan omgøres ved at fjerne ".UTF-8"-delen af "LANG"-indstillingen.
Distributionen leveres også med et meget kritiseret og samtidig et meget rost desktop-tema kaldet BlueCurve, der ser ud på næsten samme måde, uanset om man kører det under GNOME 2 eller KDE.

## Multimedie
Fra og med Red Hat Linux 8.0 leveres styresystemet uden mulighed for at afspille MP3-filer på grund af patent-problemer.

## Versionshistorie
- 1.0, 3. november 1994
- 1.1, 1. august 1995
- 2.0, 20. september 1995
- 2.1, 23. november 1995
- 3.0.3, 1. maj 1996 – første udgave med understøttelse af DEC Alpha
- 4.0, 8. oktober 1996 – første udgave med understøttelse af Sparc
- 4.1, 3. februar 1997
- 4.2, 19. maj 1997
- 5.0, 1. december 1997
- 5.1, 22. maj 1998
- 5.2, 2. november 1998
- 6.0, 26. april 1999
- 6.1, 4. oktober 1999
- 6.2, 3. april 2000
- 7.0, 25. september 2000
- 7.1, 16. april 2001
- 7.2, 22. oktober 2001
- 7.3, 6. maj 2002
- 8.0, 30. september 2002
- 9, 31. marts 2003 (denne udgave hedder "9", ikke "9.0")

(Udgivelsesdatoerne kommer fra offentlige annonceringer i nyhedsgruppen comp.os.linux.announce.)